# Alice Rumph
Alice Edith Rumph (1878 – 1978) fue pintora de acuarelas y pasteles, grabadora y profesora de arte. Rumph cofundó el Birmingham Art Club, que creó el Museo de Arte de Birmingham, Alabama. Fue vicepresidenta fundadora del club y más tarde su presidenta. En 2004, la Birmingham Historical Society publicó Art of the New South: Women Artists of Birmingham 1890-1950. El volumen hace referencia a la obra de Rumph y a otros siete artistas prominentes de la ciudad.

## Primeros años y educación
Rumph, descendiente de John Washington, nació de Mary Hume y Cornelius Mandeville Rumph en Roma, Georgia, el 9 de mayo de 1877. Después de graduarse en el instituto, estuvo como secretaria y tesorera de la Liga de Arte de Birmingham. Cuando el grupo dejó de funcionar, Rumph estudió arte con William Parrish. En 1900, recibió una beca artística de tres años de la Continental Gin Company, empresa fabricante de desmotadoras de algodón en la que trabajaba su padre. Posteriormente Rumph se mudó a Londres, Inglaterra para comenzar sus estudios en Europa. Después de recorrer Londres y Berlín, Alemania, se estableció en París, Francia, con alojamiento en el American Club de París. En el otoño de 1900, Rumph comenzó a recibir clases en la Académie Colarossi.
Durante sus estudios en la academia, su obra Dutch Interior se expuso en el salón del Grand Palais. Más tarde, Rumph expuso Dutch Interior en la American Watercolor Society de Nueva York y el Art Institute of Chicago en Chicago, Illinois. Mientras terminaba sus estudios en el extranjero, recorrió Italia y Suiza.

## Su carrera en la enseñanza y sus grabados
En 1904, Rumph comenzó a dar clases de arte en la escuela Margaret Allen en Birmingham. Después de trabajar en la escuela durante siete años, se mudó a la ciudad de Nueva York para continuar su educación en la Escuela de Bellas Artes y Artes Aplicadas de Nueva York (ahora Parsons The New School for Design). Rumph recibió su certificado como profesora de arte y luego regresó a Biringham para abrir un estudio. Durante los siguientes tres años, impartió clases privadas en su estudio mientras dirigía una tienda de regalos cercana. Después de mudarse a Roanoke, Virginia en 1916, Rumph dio cursos universitarios de arte en el Hollins College (ahora Universidad de Hollins). Más tarde enseñó en escuelas privadas en Asheville, Carolina del Norte, Nueva York y Baltimore, Maryland . Ella enseñó en la Beard School (ahora Morristown-Beard School) en Orange, Nueva Jersey, de 1922 a 1942.
Mientras enseñaba, Rumph desarrolló su pericia en el grabado. En 1939, exhibió sus grabados en la Feria Mundial de Nueva York en Flushing Meadows-Corona Park en el distrito municipal de Queens de Nueva York. Rumph hizo después grabados de monumentos de Colonial Williamsburg. Vendía estas obras en la tienda de regalos de la Colonial Williamsburg Foundation.
Rumph también continuó pintando acuarelas. Recibió premios de la Academia de Bellas Artes de Pensilvania y la Sociedad Americana de Acuarelas en 1931. En 1932, Rumph recibió un premio por sus grabados de la Society of American Etchers (actualmente Society of American Graphic Artists ). En 1938, ganó el Premio Lila May Chapman por Our Stairway (Nuestra Escalera) en la exposición de la Liga de Arte de los Estados del Sur en el Museo Witte en San Antonio, Texas.

## Dónde ver alguna de sus obras
El Museo Smithsoniano de Arte Americano en Washington D. C. cuenta con dos de los grabados de Rumph: The Doctor's Office  y Spring in the City. La Chicago Society of Etchers donó ambas obras de 1935.